# August Lederer

August Lederer, né le 3 mai 1857 à Böhmisch Leipa (Autriche-Hongrie) et mort le 30 avril 1936 à Vienne est un industriel, mécène et collectionneur d'œuvres d'art autrichien qui a contribué à promouvoir les artistes de la Sécession viennoise, notamment Gustav Klimt.

## Biographie

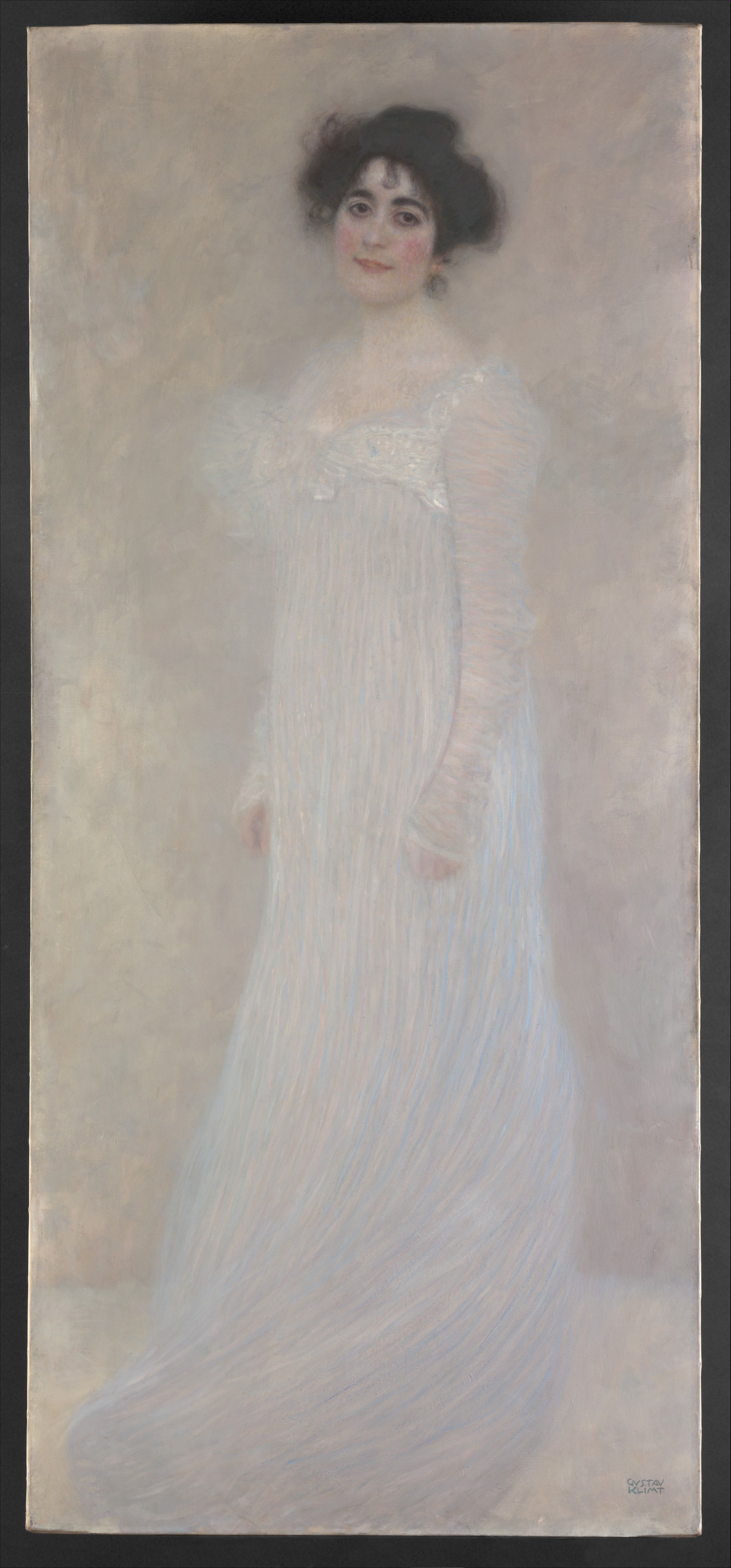
Gustav Klimt, Serena Lederer, 1899, huile sur toile,, Metropolitan Museum of Art.

August Lederer s'est enrichi en rachetant à l'état une usine d'éthanol déficitaire située à Győr (Raab en allemand) et en en faisant une unité de production rentable. Il acquiert une entreprise similaire à Jungbunzlau — firme appartenant toujours au même groupe, près de Laa an der Thaya. En 1892 il épouse Serena Pulitzer (1867–1943). 

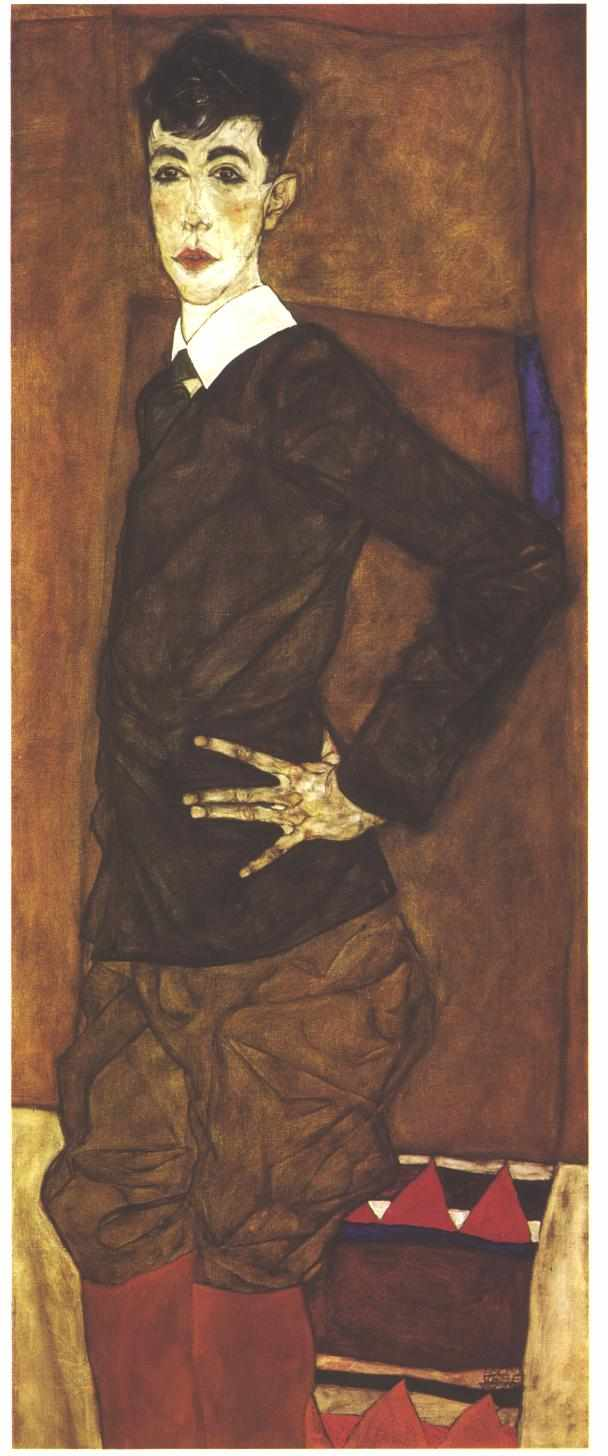
Egon Schiele, Portrait d'Erich Lederer, 1912, huile et gouache sur toile,, Kunstmuseum (Bâle).

Le couple est représentatifs de ces riches bourgeois juifs autrichiens assimilés, grands amateurs d'art, et qui consacrent une bonne part de leur fortune au mécénat. Les époux Lederer résident à Vienne, Bartensteingasse no  8, où ils conservent la plupart de leurs trésors artistiques ; ils possèdent également une demeure à Raab ainsi qu'une résidence d'été à Weidlingau, le « Ledererschlössel » (« Manoir Lederer »), décoré de fresques d'Anton Faistauer. Selon leur fils Erich, la décoration intérieure de la maison viennoise a été laissée à la Wiener Werkstätte, fondée par Josef Hoffmann et Koloman Moser en 1903, et l'installation confiée à Eduard Josef Wimmer-Wisgrill
En 1912, ils font la connaissance d'Egon Schiele, qui cette année-là passe chez eux à Győr un noël mémorable, se liant en particulier avec Erich qu'il peint et dessine plusieurs fois.
Surtout, au prix d'énormes dépenses, ils acquièrent du vivant de Klimt la plus importante collection de ses œuvres : outre le portrait en pied de Serena réalisé en 1899 et qui compte parmi les plus connus de l'artiste, ils détiennent entre autres la Frise Beethoven, rachetée à Carl Reininghaus en 1915 et, sur les trois toiles monumentales commandées à Klimt par l'université de Vienne, La Jurisprudence et la Philosophie. 
Leur relation avec Klimt était des plus amicales, intime au point que Elisabeth Franziska Lederer, née en 1894, a pu durant la période nazie affirmer être la fille adultérine du peintre et recevoir en 1940 un certificat de filiation établissant qu'elle n'était que « demi-juive », tandis que ses deux frères, Erich et Fritz, étaient considérés comme Juifs à part entière. 
Confisquée en 1938, la collection Lederer a été entreposée principalement au château d'Immendorf en Basse-Autriche, où elle aurait en grande partie brûlé au début de l'année 1945, dans des circonstances mal éclaircies : mais cela semble contredit par le fait que des tableaux isolés ont refait surface après la guerre, qui ont été restitués aux héritiers.